# Licypriya Kangujam
Licypriya Kangujam, född 2 oktober 2011, är en miljöaktivist från Indien. 
Som åttaåring talade hon vid FN:s klimatkonferens 2019 i Madrid, Spanien, och bad dem vidta starkare klimatåtgärder. 2023 stormade hon scenen under FN:s klimatkonferens COP28 Dubai. Där höll hon upp en skylt med texten ”Sluta använda fossila bränslen, rädda vår planet och vår framtid”.
Licypriya har arbetat för klimatåtgärder i Indien sedan 2018. För att anta nya lagar för att stävja Indiens höga föroreningsnivåer och för att kunskap om den globala uppvärmningen ska bli obligatoriskt i skolor. 
Hon har kallats "Indiens Greta Thunberg", även om hon inte gillar användningen av termen.